# Букумирович, Мирослав
Мирослав Милич Букумирович (серб. Мирослав Милића Букумировић; 4 апреля 1914, Шетоне — май 1942, Белград) — югославский студент, представитель семьи Букумировичей, участвовавшей в Народно-освободительной войне Югославии (у него были сёстры Видосава, Йованка, Ружица, Србиянка и Даница, первые четыре участвовали в Народно-освободительной войне). Народный герой Югославии.

## Биография
Родился 4 апреля 1914 в селе Шетоне близ Петроваца-на-Млаве. Родом из семьи преподавателя Милича Букумировича. У него были четыре сестры: Србиянка, Йованка, Ружица и Даница. Мирослав окончил начальную школу в родной деревне, а гимназию (среднюю школу) в Валево. Учился на юридическом факультете в Белграде, как и его родственники.
Будучи учеником гимназии, Мирослав вступил в молодёжное революционное движение, а вскоре к нему подключились и его однокурсники в университете, которые участвовали в разных демонстрациях. До войны Мирослав получил членство в Коммунистической партии, несколько раз побывал в Париже на съезде молодёжных коммунистических организаций со всего мира.
После вторжения Германии в Югославию по заданию партии Мирослав скрылся в Белграде, где участвовал в организации сопротивления. Благодаря своей деятельности юный Букумирович стал руководителем отделения партии в пяти кварталах Белграда. Летом 1941 года он провёл несколько диверсий и саботажей. Руководил лично группой молодых людей, которая закупала оружие, припасы, медикаменты, униформу и продовольствие — они поставлялись партизанам в Космай и Шумадию. Одной из известных диверсионных операций с участием Мирослава стала операция на Красном берегу, в ходе которой партизаны захватили огромное количество стратегически важных припасов; отличившиеся в ходе операции образовали Космайский партизанский отряд. Осенью 1941 года Мирослав вынужден был приостановить свою деятельность после начала массовых арестов и расстрелов партизан, которые не прекращались до весны. За ним уже тогда следила полиция и дважды пыталась его арестовать (на Трнской и Александровой улицах), однако оба раза Букумирович умудрялся скрыться от неё.
В мае 1942 года Мирослав по поддельным документам сумел выбраться из Белграда и направился в Санджак на встречу с партизанами, однако недалеко от провинции Рашка его схватила полиция и отправила обратно в Белград. После серии допросов и пыток Мирослав отказался кого-либо выдавать и, выпрыгнув из окна полицейского участка, разбился насмерть.
Похоронен на Аллее расстрелянных патриотов белградского Нового кладбища. Указом Иосипа Броза Тито от 7 июля 1953 Мирославу Букумировичу было посмертно присвоено звание Народного героя Югославии.